# Indotipula brachycantha
Indotipula brachycantha är en tvåvingeart som först beskrevs av Alexander 1949.  Indotipula brachycantha ingår i släktet Indotipula och familjen storharkrankar. Inga underarter finns listade i Catalogue of Life.